# Брейслак, Сципион
Сципион (Скипионе) Брейслак (нем. Scipione Breislak, итал. Scipione Breislak; 1750—1826) — итальянский геолог и педагог немецкого происхождения.

## Биография

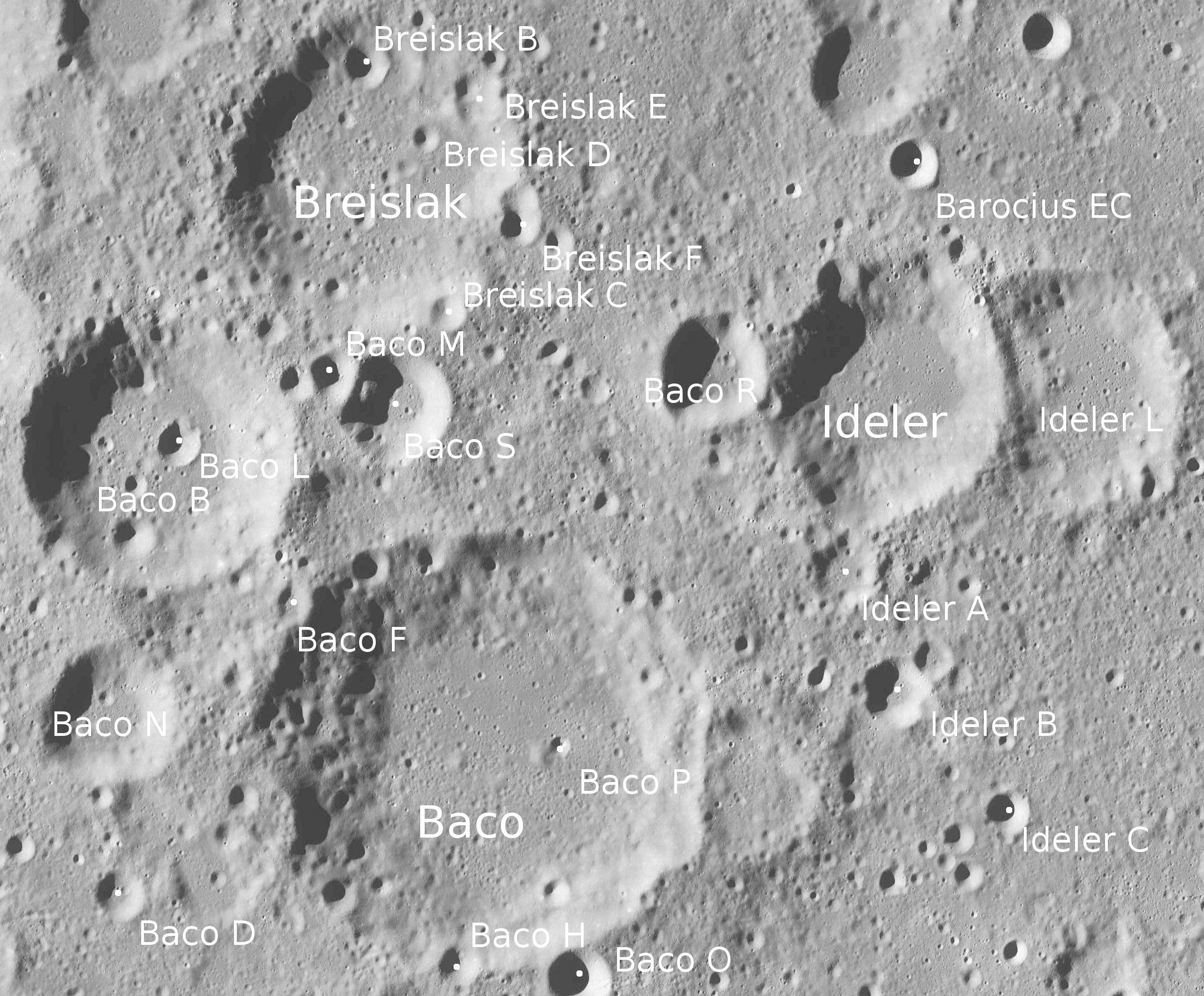
Кратер «Breislak» на Луне
(назван в честь учёного)

Сципион Брейслак родился 17 августа 1750 в городе Риме.
Был профессором физики и математики в Рагузе, затем в Риме (в «Collegio Nazareno»), где усердно занимался минералогией и геологией. 
Впоследствии Брейслак долгое время был директором квасцового завода близ Неаполя, в окрестностях которого, особенно близ Пуццуоли и Сольфатары, производил различные геологические исследования. 
После этого Сципион Брейслак стал преподавать физику в военном училище города Неаполя, затем переехал в Рим, а потом в Париж. 
Во французской столице он пробыл до тех пор, пока Наполеон I Бонапарт не назначил его инспектором селитряного и порохового производства в Италии.
Сципион Брейслак умер в городе Милане 15 февраля 1826 года.

## Память
- В честь учёного был назван лунный кратер.
- Минерал брейслакит (breislakite) получил своё название от фамилии итальянского учёного.